# Сердежское сельское поселение (Кировская область)
Сердежское се́льское поселе́ние — муниципальное образование в составе Яранского района Кировской области России.
Административный центр — село Сердеж.

## История
Сердежское сельское поселение образовано 1 января 2006 года согласно Закону Кировской области от 07.12.2004 № 284-ЗО.

## Население
| 2010 | 2012 | 2013 | 2014 | 2015 | 2016 | 2017 |
| ---- | ---- | ---- | ---- | ---- | ---- | ---- |
| 689  | ↘631 | ↘601 | ↘589 | ↘547 | ↘523 | ↘502 |
| 2018 | 2019 | 2020 | 2021 |      |      |      |
| ↘487 | ↘461 | ↘439 | ↘352 |      |      |      |

## Состав сельского поселения
| №  | Населённый пункт | Тип населённого пункта       | Население |
| -- | ---------------- | ---------------------------- | --------- |
| 1  | Арламуаш         | деревня                      | 3         |
| 2  | Белоусово        | деревня                      | 25        |
| 3  | Гусево           | деревня                      | 4         |
| 4  | Камашка          | деревня                      | 11        |
| 5  | Ключи            | деревня                      | 4         |
| 6  | Кукодор          | деревня                      | 2         |
| 7  | Мари-Ушем        | деревня                      | 190       |
| 8  | Мироново         | деревня                      | 36        |
| 9  | Мосуны           | деревня                      | 8         |
| 10 | Пурты            | деревня                      | 22        |
| 11 | Сердеж           | село, административный центр | 318       |
| 12 | Тихоново         | деревня                      | 8         |
| 13 | Турма            | деревня                      | 1         |
| 14 | Урлум            | деревня                      | 10        |
| 15 | Шалагино         | деревня                      | 47        |